# Van Etten
Van Etten è un comune degli Stati Uniti d'America, situato nello stato di New York, nella contea di Chemung.